# Kenny Arena
Kenneth Scott Arena (Charlottesville, Virginia, 6 februari 1981) is een Amerikaans profvoetballer en de zoon van Bruce Arena, de voormalig bondscoach van het voetbalelftal van de Verenigde Staten. Kenny maakte in het seizoen 2003/04 deel uit van de selectie van de New York/New Jersey MetroStars. Een jaar later zat hij bij DC United, maar werd in datzelfde jaar nog ontslagen zonder ook maar een wedstrijd te hebben gespeeld.